# Milad 2
Milad 2 é o quarto álbum de estúdio do grupo Milad, lançado no final de 1989, de forma independente.
Este disco inaugura uma nova formação do grupo, capitaneada pelos vocalistas Wesley e Marlene Vasques. Foi produzido por Maurício Domene, que brevemente deixaria o grupo para ser membro da banda de rock Katsbarnea. Este disco não contém a participação de João Alexandre. O repertório deste projeto também inclui a canção "Conheci um Grande Amigo (Nele Você Pode Confiar)", gravada dois anos antes pelo Rebanhão no álbum Novo Dia.
Em 2019, foi eleito o 81º melhor álbum da década de 1980 em lista publicada pelo portal Super Gospel.

## Faixas
1. "Água Viva"
2. "Time de Deus"
3. "Cego de Jericó"
4. "Conheci um Grande Amigo"
5. "Que Estou Fazendo"
6. "Deus Nosso Refugio"
7. "Poesias de Amor"
8. "Maravilhoso Pai"
9. "Só Quero"
10. "Que o Nosso Amor"

## Ficha técnica
- Wesley Vasques - vocal
- Marlene Vasques - vocal
- Maurício Domene - produção musical, guitarra, programação
- Valmir - vocal, bateria
- Nelson P. Jr. - vocal
- Claudine - vocal, teclado
- Luiz Carlos - bateria
- Beto - percussão
- Valmir - baixo
- Marilson - guitarra